# محمد جهان‌پهلوان
اتابک نصرت‌الدین محمد بن ایلدگز جهان پهلوان پسر اتابک شمس‌الدین ایلدگز (بنیان‌گذار دودمان اتابکان آذربایجان) است. او پس از پدرش اتابک شمس‌الدین ایلدگز و از سال ۱۱۷۵ میلادی (۵۷۱ هجری) تا سال ۱۱۸۶ میلادی (۵۸۲ هجری) به مدت ۱۱ سال بر آذربایجان حکومت کرد و دومین پادشاه از دودمان اتابکان آذربایجان بود.
اتابک نصرت‌الدین محمد پس از پدرش در اردبیل بر تخت پادشاهی اتابکان آذربایجان نشست. او در دورهٔ حکومت خود به گسترش قلمرو حکومتش پرداخت و برادرش قزل ارسلان را نیز به حکومت تبریز رساند. پس از مرگ اتابک نصرت‌الدین محمد، قزل ارسلان به سلطنت رسید و پایتخت اتابکان آذربایجان را از اردبیل به تبریز منتقل نمود.